# Liga Kobiet Polskich
Liga Kobiet Polskich (Liga polských žen) je polská ženská organizace, která vznikla jako reakce na potřebu aktivní účasti žen v národně-osvobozovacím hnutí a postupně se stala důležitou silou nejen v boji za nezávislost Polska, ale i za práva žen a jejich společenské a politické postavení. Liga sehrála klíčovou roli při prosazování ženského volebního práva a podpoře vzdělávání a občanské angažovanosti žen.

## Předchůdci

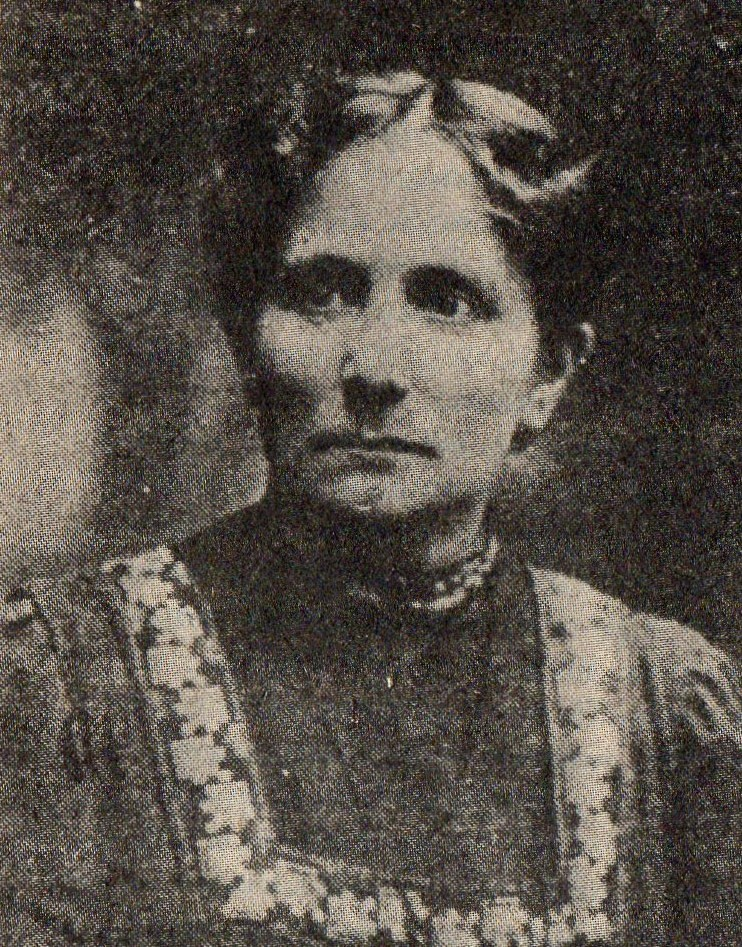
Izabela Moszczeńska

První ženskou charitativní organizací na polském území byl Svaz žen Vlastenecké charitativní společnosti (Towarzystwo Dobroczynności Patriotycznej Związek Kobiet), který vznikl již v roce 1830 v reakci na listopadové povstání ve Varšavě. Primárními cíli Svazu byla aktivace žen pro charitativní práci, organizace sbírky na vybavení povstaleckých dobrovolníků, péče o zraněné a o rodiny padlých.
Dále na polském území v roce 1863 vzniklo několik spolků v reakci na lednové povstání. Ve Varšavě vznikla vlastenecká organizace žen, pod názvem spolek Piątek (Stowarzyszenie „Piątek”), v Krakově fungoval Ženský výbor (Komitet Niewiast), a ve Slezsku Ženské kruhy (Koła Kobiet). Spolky vznikaly za účelem poskytování pomoci zraněným a zatčeným povstalcům a vzhledem k tehdejšímu rozdělení Polska se jejich činnost většinou soustředila na vlastenecké cíle (boj proti rusifikaci a germanizaci, získání nezávislosti atd.).
V roce 1883 vznikly v Polském království ilegální Ženské kroužky lidového vzdělávání (Kobiece Koła Oświaty Ludowej), které založily Z. Brzezińska, K. Kulikowska a F. Morzycka.
V roce 1886 vznikla iniciativou Teresy Ciszkiewiczowé a Walerie Marren-Morzkowské organizace Ženský kruh koruny a Litvy (Koło Kobiet Korony i Litwy), jejímž cílem bylo probudit vlastenecké a občanské cítění a také integrovat ženy z různých sfér a částí Polska. Členky Kruhu přednášely a distribuovaly ilegální publikace.

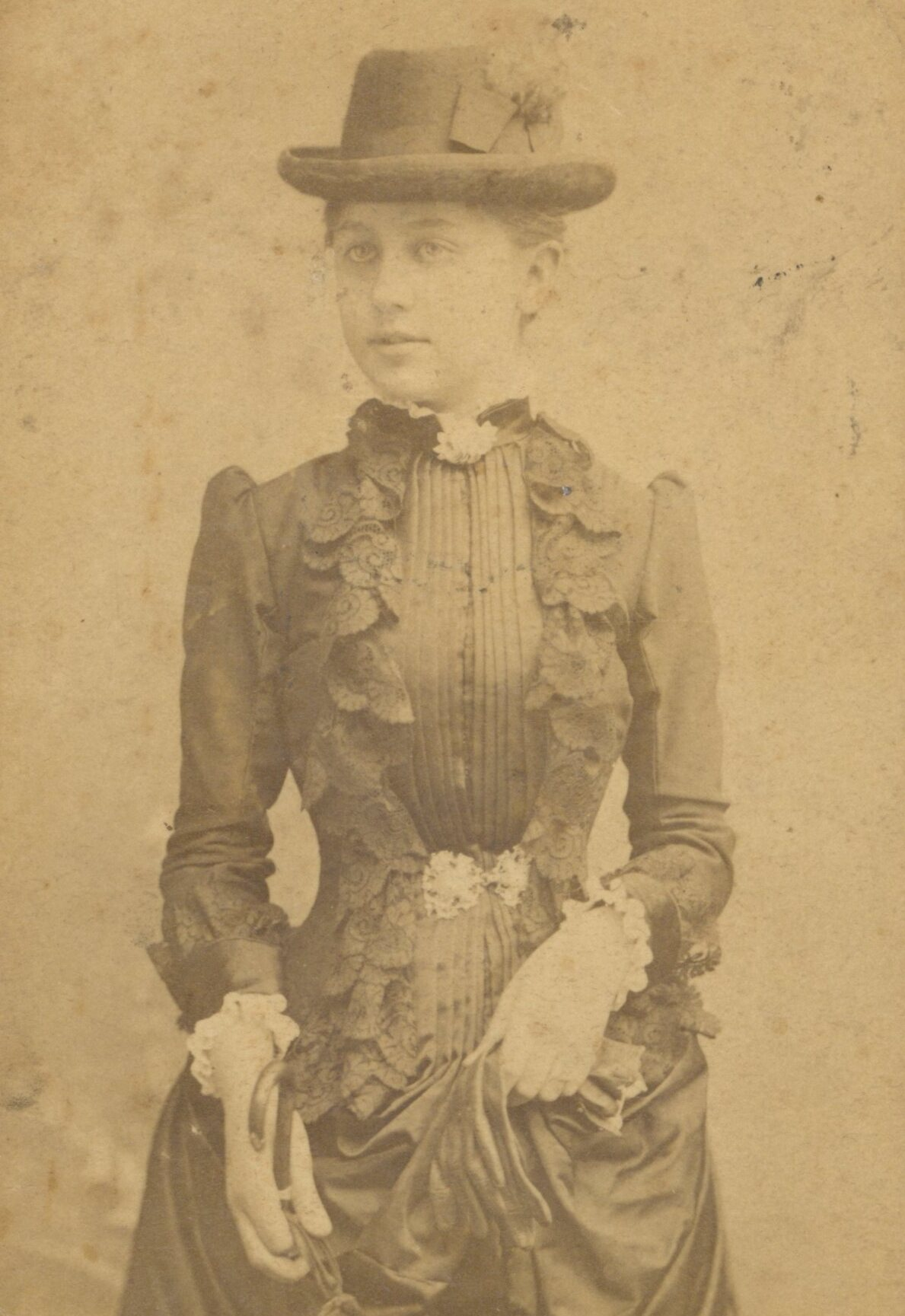
Jadwiga Szczawińska-Dawidowa

Na přelomu 19. a 20. století se stalo cílem organizací vedle volebního práva, právo na vzdělání a v roce 1883 tak vznikla první tajná ženská univerzita, založená Jadwigou Szczawińskou-Dawidowou. Po znovuzískání polské nezávislosti  získala univerzita jméno Svobodná polská Univerzita (Wolną Wszechnicę Polską).
Boj za politická práva zesílil v roce 1905, kdy byly v říjnu téhož roku na kongresu v Krakově poprvé formulovány politické požadavky ženského hnutí.[ve zdroji nenalezeno]
V Polském království vznikly v letech 1905–1906 dvě ženské organizace demokraticko-liberálního charakteru: Sdružení rovných práv polských žen (Stowarzyszenie Równouprawnienia Kobiet Polskich) a Svaz rovných práv polských žen (Związek Równouprawnienia Kobiet Polskich).

## Počátky Ligy

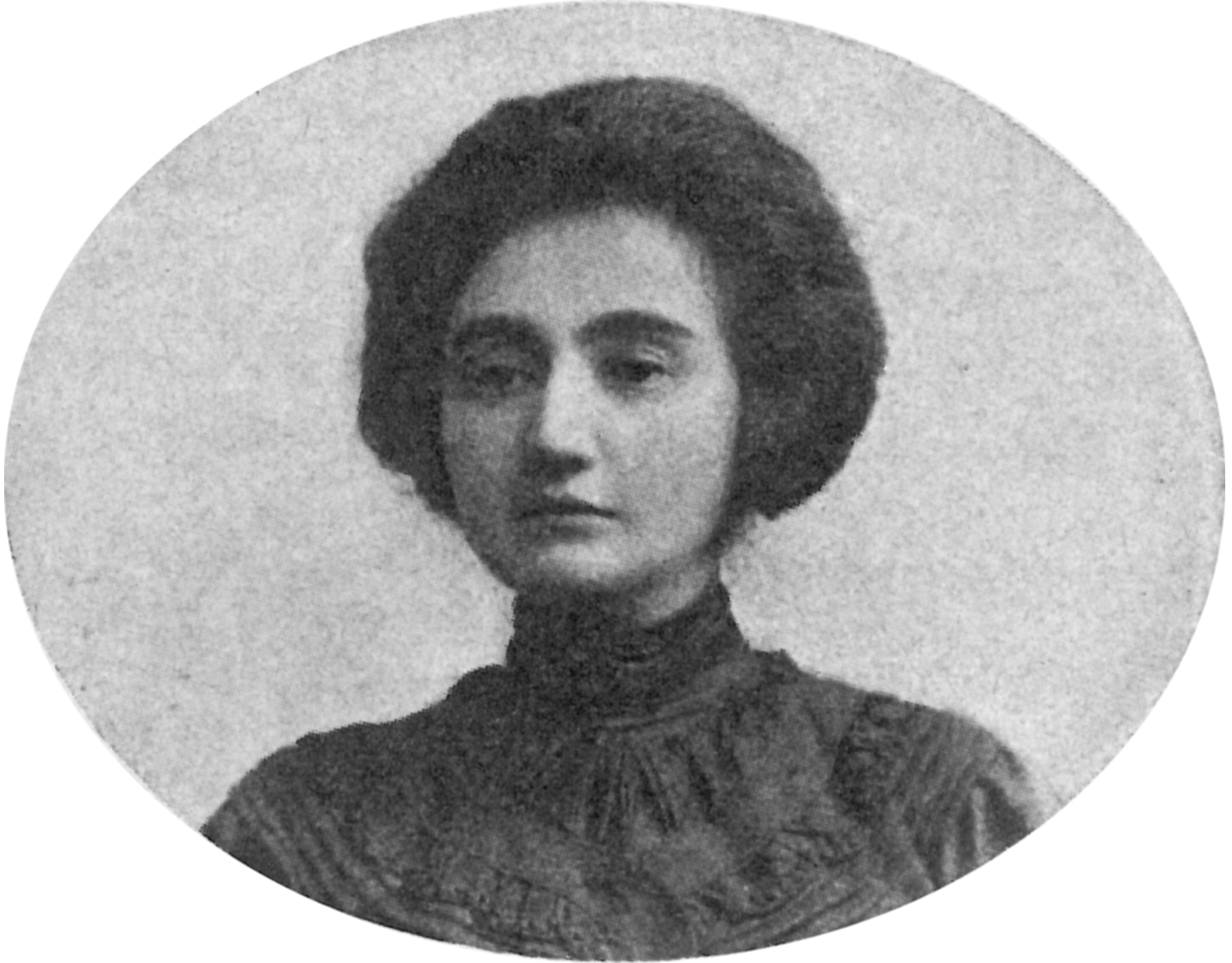
Jawiga Marcinowska

V dubnu roku 1913 vznikla ve Varšavě Liga žen válečných pohotovostních služeb (Liga Kobiet Pogotowia Wojennego), která působila v ruské části Polska a u jejího zrodu stála vzdělávací a sociální aktivistka Iza Moszczeńska, spolu s Jadwigou Marcinowskou a Helenou Ceysingerovou. Zakladatelky organizace viděly jeho hlavní cíl v poskytování morální a materiální pomoci v ozbrojeném boji za nezávislost.
V roce 1915 vznikla nová organizace Liga žen Haliče a Slezska (Liga Kobiet Galicji i Śląska), která působila v rakouském záboru. Sloučením těchto dvou lig na sjednocujícím kongresu konaném ve Varšavě roku 1918, vznikla Polská ženská liga (Liga Kobiet Polskich).
Primárním účelem Ligy bylo zásobování a živení polské dobrovolnické armády a provádění intenzivní propagandistické činnosti mezi civilním obyvatelstvem. Ženy vedly kantýny, šily, vařily, látaly a sbíraly věcné dary. Druhým směrem aktivit Ligy byly snahy o prosazování rovných práv žen. Organizovaly setkání, přednášky, psaly svůj časopis „Na posterunku“. Další iniciativou bylo uspořádání Ženského kongresu (Zjazd Kobiet) v roce 1917. Kongres se věnoval právním, politickým a ekonomickým otázkám žen. Jeho cílem bylo vytvořit společnou platformu pro činnost Ligy. Do čela kongresu byla zvolena lékařka a sociální aktivistka Justyna Budzińska-Tylicka. Vybraná delegace měla pravomoc vést rozhovory s vládou. Výsledkem tohoto celostátního ženského kongresu vznikl Ústřední politický výbor pro rovná práva polských žen (Centralny Komitet Polityczny Równouprawnienia Kobiet Polskich), ze kterého se v roce 1918 stal Politický klub polských žen (Klub Polityczny Kobiet Polskich).28. listopadu 1918 získaly polské ženy politická práva.

## Liga po 2. světové válce
Organizace vstoupila do samostatného, poválečného Polska v srpnu 1945 a to pod jménem Sociálně-občanská liga žen (Społeczno-Obywatelska Liga Kobiet). Liga žen byla na přelomu 40. a 50. let poznamenána ideologizací organizace a manipulací žen v politické transformaci. Pořádaly se různé kurzy a demonstrace, byly podnikány vzdělávací iniciativy, bylo poskytováno rozsáhlé právní poradenství. Prostřednictvím komunitních center oslovovaly a podporovaly potřebné (děti a mladé lidi, kteří potřebovali podporu, mladé matky, handicapované atd.).
Po roce 1990 se Polská ženská liga vrátila ke svým kořenům, zůstala apolitickou organizací a pokračovala ve své činnosti ve prospěch žen a rodiny.